# オクトーバー・クライシス

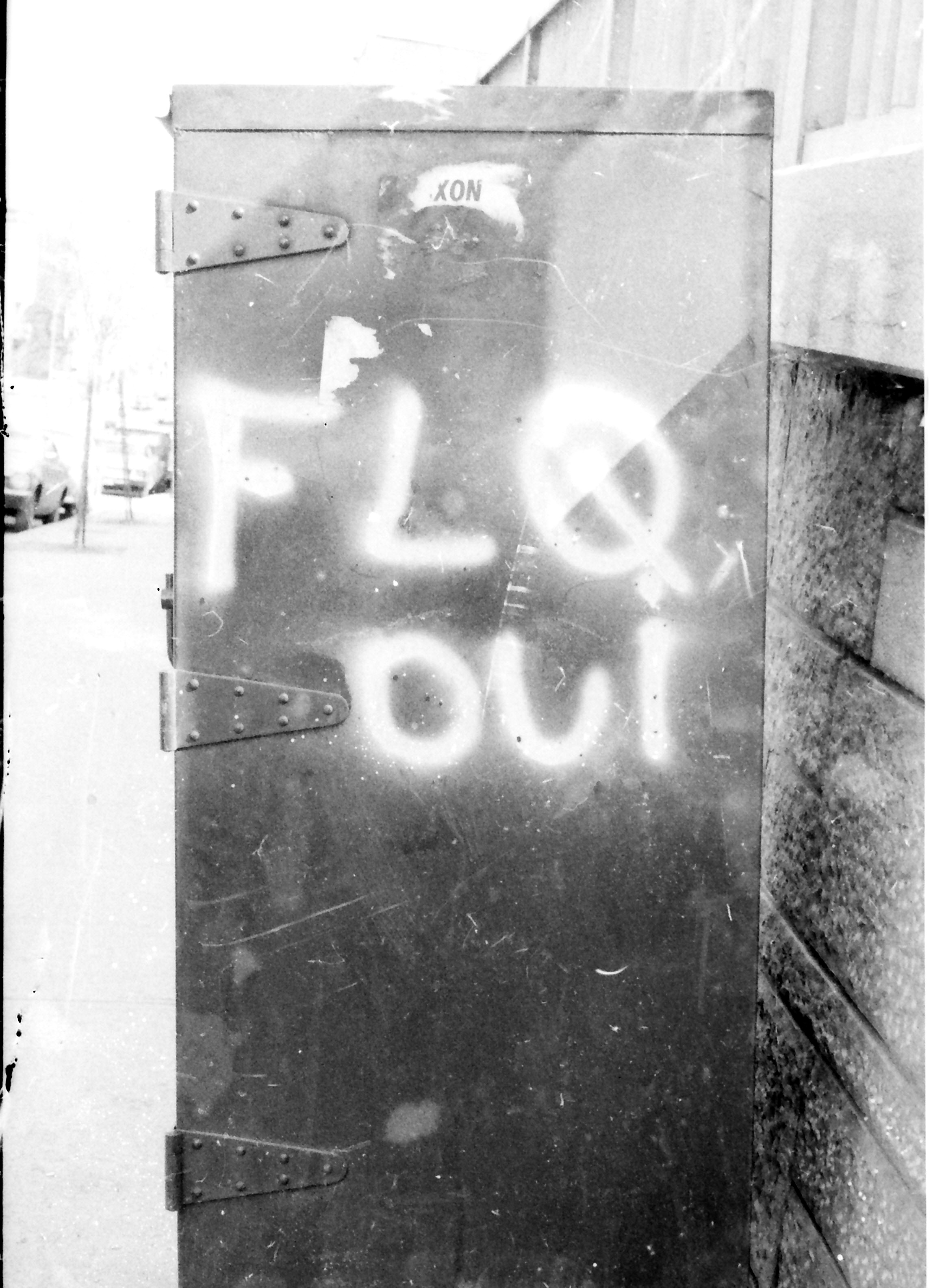
FLQ ouiとは、ケベック解放戦線（FLQ）に賛意を示す落書きである（ouiは、フランス語でyesの意）。

オクトーバー・クライシス（英: October Crisis, 十月危機）は、1970年10月にカナダのケベック州で発生した、ケベック解放戦線 (Front de Libération du Québec, FLQ) のテロリストによる2件の政府要人拉致事件の呼称。
当時のカナダ首相ピエール・トルドーが、（短期間ではあるが）戦時措置法を発動し、ケベック州とオタワにカナダ軍が展開された。
ケベック州首相のロベール・ブラッサと、モントリオール市長のジャン・ドラポーが、カナダ政府に対して戦時措置法の発動を求めた。カナダ首相トルドーは1970年10月に戦時措置法を発動。強い力を与えられた警察は、分離主義者と判断した者の全てを保釈無しで留置した。
この時カナダ政府は、ケベック解放戦線のメンバーと他の過激な分離主義者、民主主義的な手法で独立を勝ち取ろうと啓蒙活動をしているケベック党党員などを区別することを拒否した。本危機が終結した後、特に1973年にケベック党の党員リストを手に入れるために王立カナダ騎馬警察（RCMP）職員が不法に突入した事件などに対して、トルドー首相の指導による RCMPに関する疑惑が捜査された。

## 背景
1963年以降、ケベック州独立を唱えるケベック解放戦線によって仕掛けられた爆弾テロによって6名が死亡した。特にこの爆弾の標的となったのは、裕福なアングロフォン (Anglophone, 英語を話すケベック住民) が多く住むケベック州ウエストマウントの郵便箱であった。
1969年2月13日、モントリオール証券取引所で最大の爆発があり、これは負傷者27名という大規模な被害が出た。ケベック解放戦線のメンバーは、軍事施設や産業施設から盗み出した数トンのダイナマイトを保有しており、自らの広報機関 "La Cognée" を通じて更なるテロ攻撃の予告を行い、人々に脅威を与えた。
1970年までに、23名のケベック解放戦線のメンバーが逮捕・収監され、その内4名が殺人罪で有罪判決を受けた。
1970年2月26日、パネルトラックに乗った2人組がモントリオールで逮捕された。このとき彼らは、ソードオフ・ショットガン（銃身や銃床を短く切り詰めた散弾銃）と「イスラエル領事を誘拐する」という内容の声明文を持っていた。逮捕された一人はジャック・ランクトだった。
1970年6月、モントリオールから車で40分ほど北にあるローレンシャン高原の小さな町プレヴォストで、警察が民家を急襲し、火器と弾薬、136kg ものダイナマイトとその雷管、「アメリカ領事を誘拐する」というランサム・ノートを発見した。

## 経過
- 10月5日：ケベック州モントリオールでケベック解放戦線の武装細胞のひとつ、リベラシオン・セル (Liberation Cell) が、モントリオール駐在のイギリスの上級貿易委員ジェイムズ・クロス（英語版）を拉致する。

- 10月8日：CBCの放送を通じ、ケベック内のすべてのフランス語と英語のメディアでFLQマニフェストが発表された。この要求の中には、判決を受けたり、拘留されていたテロリストの解放が含まれていた。これらの条件は、6月に発見されたアメリカ領事の誘拐計画が書かれたランサム・ノートと同じものだったが、この時点では、警察はこのランサム・ノートを押収できていない。

- 10月10日：ケベック州副知事で労働大臣でもあったピエール・ラポルト（英語版）が、モントリオールの自宅で、姪とサッカーを楽しんでいたところ、ケベック解放戦線のシェニエ・セル (Chenier Cell) のメンバーによって拉致される。

- 10月11日：CBC は、ラポルトからケベック州首相ロベール・ブラッサに宛てたメッセージを放送した。

- 10月13日：トルドー首相は、 CBCのレポーターによる、軍の出動に関するインタビューを受けた。この敵対的なインタビューでトルドーは、リポーターに対して逆に「もし自分が首相の立場に居たらどうするか」と尋ねた。また、軍の関与や警察の捜査がどこまで行くのかについて尋ねられると、有名なフレーズ「まあ見ていろ(en:Just watch me)」と答えた。

- 10月15日：
  - ケベックにおける法律と秩序についての唯一の責任主体であるケベック州政府は、カナダ国防法（英語版）の下、公式に「市民への支援」としてカナダ軍の介入を求めた。ケベック党を含むケベック内の野党勢力は、州議会でその決定に賛成した。
  - 同日、モントリオール大学で、分離主義グループの集会が許可された。
  - また、モントルオール市内のアリーナでは、ケベック解放戦線を支持する約3000人の学生が集まった。この大きな集会は、多くのカナダ人にとってケベックでの反乱の始まりをはっきりと予感させ、恐怖感をあおった。

- 10月16日：ケベック州首相ブラッサは、カナダ政府がケベック州内で個人を逮捕・拘留できる権限を緊急に持つことを公式に求めた。これが、ヘイビアス・コーパスを停止し、警察が逮捕する広範囲の権限を与える戦時措置法の実施に繋がった。その日以前に、モントリオール市は同様の要望を出していた。午後4時に戦時措置法が発効され、トルドー首相は、放送で戦時措置法を課する事を発表した。

- 10月17日：
  - ケベック解放戦線のシェニエ・セルが、拉致していたピエール・ラポルトを処刑したと発表した。絞殺されたラポルトの遺体はモントリオールから数キロ離れたセント・ヒューバート空港近くの藪で、車のトランク内に放置されていた。同時に発見された警察宛ての声明文では、ラポルトを「失業・同化担当大臣」 (Minister of unemployment and assimilation) と蔑称していた。
  - ジェームズ・クロスを誘拐したリベレーション・セルは、他のコミュニケでクロスの処刑をほのめかし、ケベック解放戦線の要求が応じられるまで彼を解放しないこと、また「警察のファシストども」が捜査を継続して彼らの活動に介入しようとした場合、直ちに彼を処刑すると宣言した。

- 10月30日：コラムニスト、政治家で後のケベック州首相となるルネ・レヴェックは、"Journal de Montréal" 紙に『ケベックは軍によって占拠されている。不快極まりないが、この『危機』においては必要なことなのである』と寄稿した。

- 11月6日：警察がシェニエ・セルの隠れ家を急襲する。警察は3人のメンバーを取り逃がしたものの、バーナード・ローティエ（英語版）をラポルト誘拐と殺人の容疑で逮捕する。

- 12月3日：
  - 警察とテロリストとの交渉の末、ジェイムズ・クロスが、60日間に渡る人質状態から解放される[4]。
  - また同時に、5人のテロリスト（マルク・カルボノ、イヴ・ラングルワ、ジャック・ランクト、ジャック・コセット＝トゥリュデルとルイーズ・ランクトの夫婦）が、フィデル・カストロの承認の下、カナダ政府によってキューバに送還される。

- 12月27日、ケベック州サン・リュックにて逃亡していたシェニエ・セルの残り3人のメンバー (Paul Rose, Jacques Rose, Francis Simard) が、農場に掘られた長さ 6m のトンネル内に隠れているところを発見され、逮捕される。

このオクトーバー・クライシスの最中に住民の恐怖を強く煽ったのは、強力な自由主義労働者のリーダーで、声高にケベック解放戦線支持を訴えていたマイケル・カートランドの "We are going to win because there are more boys ready to shoot members of Parliament than there are policemen."（我々は勝利する。なぜならば、議員を撃ち殺す用意を済ませている連中の数は、警官よりも多いからだ）という発言であった。

## 戦時措置法の発効
トルドー首相の「まあ見ていろ」発言から3日後の10月16日、彼はケベック州首相ロベール・ブラッサとモントリオール市長ジャン・ドラポーの要請により、戦時措置法を発効した。午前4時ちょうどにこの法律は執行され、何百人ものケベック解放戦線メンバーとその共鳴者たちと疑われた人々が睡眠中のベッドから追い出され、そのまま拘束された。ケベック州およびカナダの他地域で行われた世論調査では、戦時措置法に対する圧倒的な支持が示された。後のケベック党党首ルネ・レベックは、当時はそれが必要な事態であったため執行に同意した、と書き残している。しかし、平時における戦時措置法の施行は、それが警察に逮捕と捜査に関する大きな力を与えることになるため、カナダ国内において激しい議論の対象となった。
同時にケベック州司法長官は、（戦時措置法とは別に）カナダ国防法に従って国防軍へ軍の配備を要求した。ケベックおよび他の国内基地から兵士が派遣され、重要地点および重要人物を守るためにケベック州警察の指揮下に入った。これにより警察は、この危機に際してより積極的な任務に従事することが出来るようになった。
ケベックの外（主にオタワ地域）で連邦政府は、連邦オフィスとその従業員を守るためとして、自らの権限の下に軍を配備した。 戦時措置法によって増大する逮捕権と（ケベック州政府によって要求され制御されているものの）軍隊の配備という組合せは、どこから見ても戒厳令の施行を連想させるものであった。重大な違いは、軍が行政当局（この場合はケベック当局）に対するサポート役のままであり続け、司法的な機能を演じることがなかったことである。にもかかわらず、連邦議会の芝生に駐車された戦車という光景は、多くのカナダ人を当惑させるものであった。
戦時措置法が執行されると、全ての逮捕者に対して弁護団を結成する手はずが整えられた。
加えて、ケベック州のオンブズマンであったルイス・マルソーは、逮捕者からの不満を聴取するように指示された。そして、ケベック州政府は不当に逮捕されたいかなる人物に対してもその損害を賠償する旨に同意した。
1971年2月3日、法務大臣ジョン・ターナーは、戦時措置法により497人が逮捕され、うち435人が既に釈放されていることを報告した。その他の62人は拘留され、うち32人は重罪犯としてケベック州高等裁判所から保釈を拒否された。

## 結果とその余波
ジェイムズ・クロスを誘拐した者たちはケベック州との対決よりもキューバへの亡命を選び、ピエール・ラポルトを殺害したケベック解放戦線メンバーは逮捕され、誘拐および第一級殺人の罪で告発された。
オクトーバー・クライシスは、現代カナダにおける最も深刻なテロ事件とされ、そして、連邦政府および地方政府による対応については、現在も激しい論争の種となっている。しかし当時の世論が、ケベック州の戦時措置法施行を圧倒的に支持していたのは確かである。新民主党のトミー・ダグラスら幾人かの批評家は、トルドー首相が市民の自由を停止するために戦時措置法を施行するのは行き過ぎであった、そして、このことが先例となること自体が危険であると考えた。
ケベック解放戦線の組織の真の大きさや一般社会における賛同者の数は判らないままであった。しかし、ケベック解放戦線は自らのマニフェストでこう述べている。
近日中にブラッサ（首相）は、組織化され武装した10万人の革命的労働者たちに直面するであろう。
7年におよぶ爆弾テロと、その全期間にわたって彼らがコミュニケで駆使した言葉遣いは、ケベック解放戦線がカナダ社会の全ての面に浸透した強力な秘密組織であるというイメージを与えようとしており、またそれに成功した。しかしそれ故に当局は、彼らに対して断固たる措置で臨んだ。
この時カナダ政府がとった強硬な手段に肯定的な者は、政府の積極的な対応があったおかげで、1970年以降には同様なテロ事件が発生していないとの主張を続けている。その一方でより一般的な見解として、ケベック州市民の間でこういったテロリズムは不愉快かつ不必要なものと理解されたからといわれている。これによってカナダからの独立を求める人々は、充分に民主的なプロセスで独立が達成されるべきであり、またそうでなければならないと意識するようになった。
ケベック分離主義者に対する支持は一時低下したものの、後には再び十分な支持を得るようになった。分離政策を掲げるケベック党も1976年にケベック州与党となった。1982年にカナダは新憲法を採択するが、ケベック州はこれを拒み、1987年にはケベック州の地位を認めたミーチ・レーク合意が得られたが、これも各州の足並みがそろわず実施されなかった。ケベック州はカナダの一州であるが、その政治的地位は微妙な状態のままにある。

## 本件を題材にした映画・テレビ番組
- Orders (en, Les Ordres)
1974年製作の歴史映画。オクトーバー・クライシスと戦時措置法がケベックの人々にもたらしたものについて描かれた。
- Octobre (en)
1994年製作の映画。原作は Francis Simard。
- Nô (en)
映画。オクトーバー・クライシスの最中、モントリオールで爆弾テロを企てるケベック解放戦線メンバーを描く。
- Black October (en)
CBC テレビが2000年に製作した2時間のドキュメンタリー。ピエール・トルドー本人へのインタビューが含まれている。
- October 1970 (en:October 1970 (movie))
2006年10月12日にリリースされた8編からなるミニシリーズ。